# ته‌جونگ چوسان
پادشاه ته‌جونگ (به کره‌ای: 태종) (۱۸ مه ۱۳۶۷ – ۱۰ مه ۱۴۲۲) سومین پادشاه دودمان چوسان بود. نام تولد او یی بانگ وون بوده‌ است.
وی پنجمین فرزند تائجو چوسان بنیان‌گذار دودمان چوسان بوده که در سال ۱۴۰۰ میلادی به دلیل اختلاف‌نظر با برادرش جئونگ‌جونگ چوسان پس از استعفا وی به سلطنت رسیده است، اما در سال ۱۴۱۸ میلادی از قدرت کناره‌گیری کرده و سلطنت به پسرش سجونگ کبیر رسید. وی ابتدا برای اینکه پدرش را به سلطنت برساند تا چوسان تاسیس شود جونگ مونگ جو یکی از ادیب‌های موفق و با نفوذ و دانا که دیپلمات و شاعر هم بود در سال ۱۳۹۲ میلادی به قتل رساند زیرا او یکی از سرسخت‌ترین رقیبان یی سونگ گی بود و با تاسیس چوسان و نابودی گوریو مخالف بود. چند سال بعد از تاسیس چوسان هم به خاطر اینکه سامبونگ وزیر دربار و فردی وفادار به یی سونگ گی در مورد جانشینی به وی کمک نکرد و از طرفی میخواست کشور توسط وزیران اداره شود بین این دو اختلاف نظر به وجود آمد تا اینکه بانگ وون در سال ۱۳۹۸ درصورتی که پادشاه بیمار بود در قصر شورش کرد و سامبونگ و یارانش و همچنین جانشین امپراتور را حذف کرد و برادرش یی بانگ گوا (پادشاه جئونگ جونگ) را به قدرت رساند.

## خانواده
- پدر: تائجو چوسان (태조)
- همسران و فرزندان:

1. ملکه وونگیئونگ (원경왕후 민씨, ژوئیه ۱۱، ۱۳۶۵-ژوئیه ۱۰، ۱۴۲۰)[۱]
  1. نام نامشخص، سومین پسر
  2. Yi Je, شاهزاده یانگنیئونگ (이제 양녕대군, ۱۳۹۴-سپتامبر ۷، ۱۴۶۲), چهارمین پسر[۲]
  3. Yi Bo, شاهزاده هیوریئونگ (이보 효령대군, ۱۳۹۶–۱۴۸۶), پنجمین پسر
  4. Yi Do, the Grand Prince Chungnyeong (이도 충녕대군), ششمین پسر - سجونگ کبیر
  5. Yi Jong, the Grand Prince Seongnyeong (이종 성녕대군, ژوئیه ۹، ۱۴۰۵–فوریه ۴، ۱۴۱۸), هفتمین پسر
    1. Yi Yong, the Grand Prince Anpyeong (이용 안평대군, ۱۴۱۸–اکتبر ۱۸، ۱۴۵۳), ۱st adopted son; his older brother Sejong's 3rd son
    2. Yi Ui, the Prince Woncheon (이의 원천군, ۱۴۲۳-۱۴۷۶), ۲nd adopted son; his older brother Prince Hyoryeong's 6th son

  6. شاهدخت جئونگ‌سان (정순공주, ۱۳۸۵–۱۴۶۰), اولین دختر[۳]
  7. شاهدخت گیئونگ‌جئونگ (경정공주, ?–۱۴۵۵),[۴] دومین دختر[۵]
  8. شاهدخت گیئونگان (경안공주, ۱۳۹۳–۱۴۱۵), سومین دختر[۶]
  9. شاهدخت جئونگ‌سئون (정선공주, ۱۴۰۴–ژانویه ۲۵، ۱۴۲۴)،چهارمین دختر[۷]
2. بانو هیو (효빈 김씨, ?–۱۴۵۴)[۸][۹]
  1. Yi Bi, the Prince Gyeongnyeong (이비 경녕군, ۱۳۹۵(?)–۱۴۵۸), تنها پسر
3. بانو شینn (신빈 신씨, ?–۱۴۵۳)[۱۰][۱۱][۱۲]
  1. Yi In, Prince Hamnyeong (이인 함녕군, ?–۱۴۶۷), اولین پسر
  2. Yi Jeong, Prince Onnyeong (이정 온녕군, ۱۴۰۷–۱۴۵۳), دومین پسر
  3. شاهدخت جئونگ‌شین (정신옹주, زمان نامشخص), اولین دختر[۱۳]
  4. شاهدخت جئونگ‌جئونگ (정정옹주, زمان نامشخص), دومین دختر[۱۴]
  5. شاهدخت سوک‌جئونگ (숙정옹주, زمان نامشخص), سومین دختر[۱۵]
  6. شاهدخت سوکنیئونگ (숙녕옹주, زمان نامشخص), چهارمین دختر[۱۶]
  7. شاهدخت سوکگیئونگ (숙경옹주, زمان نامشخص), پنجمین دختر[۱۷]
  8. شاهدخت سوکگئون (숙근옹주, ?–۱۴۵۰), ششمین دختر[۱۸]
  9. شاهدخت سوشین (소신옹주), هفتمین دختر[۱۹]
4. بانو سئون (선빈 안씨, ?–۱۴۶۸)[۲۰][۲۱]
  1. Yi Chi, Prince Ik-nyeong (이치 익녕군, ۱۴۲۲–۱۴۶۴), Only and youngest son
  2. شاهدخت سوسوک (소숙옹주, ?-۱۴۵۶), اولین دختر[۲۲]
  3. شاهدخت گیئونگ‌شین (경신옹주, زمان نامشخص), دومین دختر[۲۳]
  4. نام نامعلوم، سومین دختر
5. بانو اویی (의빈 권씨, زمان نامشخص)[۲۴][۲۵][۲۶]
  1. شاهدخت جئونگ هیه (정혜옹주, ?-۱۴۲۴), تنها دختر[۲۷]
6. بانو سو (소빈 노씨, ?–۱۴۷۹)[۲۸][۲۹]
  1. شاهدخت سوکهی (숙혜옹주, ?–۱۴۶۴), تنها دختر[۳۰]
7. بانو مایئونگ (명빈 김씨)
  1. شاهدخت سوکان (숙안옹주, ?-۱۴۶۴), تنها دختر[۳۱]
8. بانو جئونگ (정빈 고씨, ?–۱۴۲۶)[۳۲]
  1. Yi Nong, Prince Geunnyeong (이농 근녕군, ۱۴۱۱-۱۴۶۲), تنها پسر[۳۳]
9. بانو چوی (숙의 최씨, تاریخ نامعلوم)
  1. Yi Ta, Prince Huiryeong (이타 희령군, ?-۱۴۶۵), تنها پسر
  2. نام دختر نامشخص
10. شاهدخت دئوکساک (덕숙옹주 이씨)
  1. Yi Gan, Prince Huryeong (이간 후령군, ?-۱۴۶۵), تنها پسر
  2. شاهدخت سوکسان (숙순옹주, تاریخ نامعلوم), تنها دختر[۳۴]
11. بانو آهن (안씨)
  1. Yi Ji, Prince Hyeryeong (이지 혜령군, ۱۴۰۷–۱۴۴۰), تنها پسر
12. Lady Sukgong of the Kim clan (숙공궁주 김씨) - بدون فرزند.
13. Lady Uijeong of the Jo clan (의정궁주 조씨) - بدون فرزند.
14. Lady Hyesun of the Yi clan (혜순궁주 이씨) - بدون فرزند.
15. Lady Shinsun of the Yi clan (신순궁주 이씨) - بدون فرزند.
16. Princess Hyeseon of the Hong clan (혜선옹주 홍씨) - بدون فرزند.
17. Princess Sunhye of the Jang clan (순혜옹주 장씨) - بدون فرزند.
18. Geum Yeong, Princess Seogyeong (금영 서경옹주) - بدون فرزند.

## در رسانه
- کیم یئونگ چول در سال ۲۰۰۸ در مجموعه شاه سجونگ کبیر که از شبکه KBS پخش شد و همچنین در سال ۲۰۱۶ در سریال جانگ یونگ شیل که از شبکه KBS1 پخش شد.
- جو سانگ ووک در سال ۲۰۲۱ در مجموعه امپراتور اشک‌ها که از شبکه KBS پخش شد.